# Akhmed Sakajev
Akhmed Khalidovitj Sakajev (tjetjenska: Заки Хьалид кант Ахьмад, Zaki Khaalid kant Akhmad, ryska: Ахмед Халидович Закаев) född 26 april 1959 Kirovskij, Kazakiska SSR, Sovjetunionen, är exilpremiärminister för den icke-erkända Tjetjenska republiken Itjkerien och har tidigare varit kulturminister. Han har tillhört den inre kretsen av det tjetjenska ledarskapet som sedan mitten av 1990-talet utkämpat första och andra krigen mot den ryska armen. Han fick 2003 politisk asyl i Storbritannien och har sitt exilkontor i London.
Ryska myndigheter misstänker honom för att ha varit inblandad i flera terrorhandlingar och dessutom delaktig i planeringen av gisslandramat på Dubrovkateatern i Moskva. Han misstänks också för att fortfarande leda motståndsgrupper inne i den ryska autonoma delrepubliken Tjetjenien.
I London bodde Sakajev granne med Aleksandr Litvinenko och träffade honom strax innan han insjuknade och avled av strålsjuka efter förgiftning med polonium-210. Det spekulerades i huruvida mordet beordrats av högt uppsatta inom det ryska styret..